# Club Escacs Manresa
El Club Escacs Manresa és una entitat esportiva de Manresa. La seva seu social era al Passeig de Pere III núm. 22.
Fundat l'any 1928 per Ricard Riu i Roca, fou el club més destacat de Manresa durant els anys vint i trenta. Organitzava nombrosos torneigs, exhibicions de campions mundials i conferències sobre escacs. Els actes més rellevants tenien lloc al Casino de Manresa. El 1933 organitzà una destacada exhibició amb el Club Escacs Barcelona. Després de la Guerra Civil fou refundat però perdé notorietat en pro de l'Escacs Catalònia Club. Actualment participa en el Circuit d'Escacs de la Catalunya Central i n'organitza un dels encontres. Ha organitzat, entre d'altres, el Memorial Vilajosana i el Torneig de Nadal.
Actualment no participa en cap activitat.